# 杜之偉
杜之偉（508年—559年），字子大，吳郡錢塘人，南北朝南梁、南陳官員和文學家。
杜之偉家族是儒學世家，專長三禮，父親杜規是南梁奉朝請，和光祿大夫濟陽江革及都官尚書會稽孔休源友好。杜之偉自小聰明敏捷，才能出眾。七歲時閱讀《尚書》，又學習詩歌禮樂，明白內容；十五歲就看過很多文學、歷史與儀禮的故事，同輩都稱他早熟。僕射徐勉曾看過他的文章，看重他的行文力量。中大通元年（529年），梁武帝到同泰寺捨身出家，下令徐勉編寫儀註，徐勉發現臺閣無這種禮儀，召來杜之偉草擬，並補任他為東宮學士，和學士劉陟等人按題目參考書本撰寫，《富教》、《政道》二篇都由他寫序。湘陰侯蕭昂出任江州刺史，徵召他擔任掌記室。蕭昂去世，廬陵王蕭續代任刺史後又親自招引，惟杜之偉推辭，送蕭昂的靈柩回京。之後他成為臨城公蕭大連的侍讀，很快除授揚州議曹從事、南康嗣王蕭會理的墨曹參軍，兼任太學限內博士。
大同七年（541年），梁朝皇太子蕭綱在國學舉行釋奠禮，當時樂府並無孔子、顏子的歌，尚書參議下令杜之偉起制文章，讓伶人學習，成為制度。他遷轉補任安前將軍邵陵王蕭綸的田曹參軍，又改任刑獄參軍；杜之偉年資和地位都不高，因為記憶力強而聞名，吏部尚書張纘深感知遇，認為他能擔負重任。
侯景叛亂，杜之偉逃入山林中，之後陳霸先擔任丞相，早聽聞他的名氣，徵召他補任記室參軍，遷任中書侍郎，領大著作。陳霸先受禪建立南陳，除授鴻臚卿，其餘依舊。他上表請求辭任著作，但朝廷下詔讚許卻不許辭官，不久轉職大匠卿，換任太中大夫，奉詔撰寫梁史。永定三年（559年）他去世，虛歲五十二，陳霸先深感惋惜，詔贈通直散騎常侍，喪事用錢五萬、五十匹布，棺材一副，日內舉喪。他的文章不追求奢華，內容豐富，但大多遺失，有文集十七卷。

## 引用
1. 1 2  《陳書·卷三十四·列傳第二十八》：杜之偉字子大，吳郡錢塘人也。家世儒學，以三禮專門。父規，梁奉朝請，與光祿大夫濟陽江革、都官尚書會稽孔休源友善。之偉幼精敏，有逸才。七歲，受尚書，稍習詩、禮，略通其學。十五，遍觀文史及儀禮故事，時輩稱其早成。僕射徐勉嘗見其文，重其有筆力。
2. 1 2  《南史·卷七十二·列傳第六十二》：杜之偉字子大，吳郡錢唐人也。家世儒學，以三禮專門。父規，梁奉朝請。之偉幼精敏，有逸才。年十五，遍觀文史及儀禮故事，時輩稱其早成。僕射徐勉嘗見其文，重其有筆力。
3. ↑  《陳書·卷三十四·列傳第二十八》：中大通元年，梁武帝幸同泰寺捨身，敕勉撰定儀註，勉以臺閣先無此禮，召之偉草具其儀。乃啟補東宮學士，與學士劉陟等鈔撰群書，各為題目。所撰富教、政道二篇，皆之偉為序。及湘陰侯蕭昂為江州刺史，以之偉掌記室。昂卒，廬陵王續代之，又手教招引，之偉固辭不應命，乃送昂喪柩還京。仍侍臨城公讀。尋除揚州議曹從事、南康嗣王墨曹參軍，兼太學限內博士。
4. ↑  《南史·卷七十二·列傳第六十二》：中大通元年，梁武帝幸同泰寺捨身，敕勉撰儀注。勉以先無此禮，召之偉草具其儀。乃啟補東宮學士，與學士劉陟等抄撰群書，各為題目，所撰富教、政道二篇，皆之偉為序。後兼太學限內博士。
5. ↑  《陳書·卷三十四·列傳第二十八》：大同七年，梁皇太子釋奠於國學，時樂府無孔子、顏子登歌詞，尚書參議令之偉制其文，伶人傳習，以為故事。轉補安前邵陵王田曹參軍，又轉刑獄參軍。之偉年位甚卑，特以彊識俊才，頗有名當世，吏部尚書張纘深知之，以為廊廟器也。
6. ↑  《南史·卷七十二·列傳第六十二》：大同七年，梁皇太子釋奠于國學，時樂府無孔子、顏子登歌詞，令之偉制文，伶人傳習，以為故事。再遷安前邵陵王刑獄參軍。之偉年位甚卑，特以強識俊才，頗有名當世。吏部尚書張纘深知之，以為廊廟之器。
7. ↑  《陳書·卷三十四·列傳第二十八》：侯景反，之偉逃竄山澤。及高祖為丞相，素聞其名，召補記室參軍。遷中書侍郎，領大著作。高祖受禪，除鴻臚卿，餘並如故。之偉啟求解著作，曰：「臣以紹泰元年，忝中書侍郎，掌國史，于今四載。臣本庸賤，謬蒙盼識，思報恩獎，不敢廢官。皇曆惟新，驅馭軒、昊，記言記事，未易其人，著作之材，更宜選眾。御史中丞沈炯、尚書左丞徐陵、梁前兼大著作虞荔、梁前黃門侍郎孔奐，或清文贍筆，或彊識稽古，遷、董之任，允屬群才，臣無容遽變市朝，再妨賢路。堯朝皆讓，誠不可追，陳力就列，庶幾知免。」優敕不許。尋轉大匠卿，遷太中大夫，仍敕撰梁史。永定三年卒，時年五十二。高祖甚悼惜之，詔贈通直散騎常侍，賻錢五萬，布五十匹，棺一具，剋日舉哀。之偉為文，不尚浮華，而溫雅博贍。所製多遺失，存者十七卷。
8. ↑  《南史·卷七十二·列傳第六十二》：陳武帝為丞相，素聞其名，召補記室參軍。遷中書侍郎，領大著作。及受禪，除鴻臚卿，餘並如故。之偉求解著作，優敕不許。再遷太中大夫，仍敕撰梁史，卒官。文集十七卷。

## 延伸阅读
[在维基数据编辑]
 《陳書·卷34》，出自姚思廉《陳書》